# Хронологија СФРЈ октобар 1990.
Хронолошки преглед важнијих догађаја везаних за друштвено-политичка дешавања у Социјалистичкој Федеративној Републици Југославији (СФРЈ), као и општа политичка, друштвена, спортска и културна дешавања која су се догодила у току октобра месеца 1990. године.
| ← септембар | ← септембар | ← септембар | ← септембар | ← септембар | ← септембар | ← септембар | ← септембар | Хронологија СФРЈ током 1990. | Хронологија СФРЈ током 1990. | Хронологија СФРЈ током 1990. | Хронологија СФРЈ током 1990. | Хронологија СФРЈ током 1990. | Хронологија СФРЈ током 1990. | Хронологија СФРЈ током 1990. | Хронологија СФРЈ током 1990. | Хронологија СФРЈ током 1990. | Хронологија СФРЈ током 1990. | Хронологија СФРЈ током 1990. | Хронологија СФРЈ током 1990. | Хронологија СФРЈ током 1990. | Хронологија СФРЈ током 1990. | Хронологија СФРЈ током 1990. | новембар → | новембар → | новембар → | новембар → | новембар → | новембар → | новембар → | новембар → |
| 1           | 2           | 3           | 4           | 5           | 6           | 7           | 8           | 9                            | 10                           | 11                           | 12                           | 13                           | 14                           | 15                           | 16                           | 17                           | 18                           | 19                           | 20                           | 21                           | 22                           | 23                           | 24         | 25         | 26         | 27         | 28         | 29         | 30         | 31         |

## Догађаји

### 1. октобар
- У Србу, Српско национално веће, у складу са резултатима референдума (одржан од 19. августа до 2. септембра), донело одлуку о проглашењу српске аутономије на етничким и историјским територијама на којима живи српски народ, а које се налазе унутар садашње границе Републике Хрватске као федералне јединице СФРЈ (на основу ове одлуке у децембру је формирана САО Крајина).
- Извршно веће СР Србије упутило захтев Председништву СФРЈ и Савезном извршном већу да „заштите Србе у Хрватској од репресије хрватске власти“.

### 2. октобар
- Председник Председништва СФРЈ др Борисав Јовић отпутовао у званичну посету Сједињеним Америчким Државама, где се између осталог састао и са америчким председником Џорџом Бушом.
- У Београду одржана ванредна седница Председништва СФРЈ, на којој се расправљало о актуелним догађајима у Хрватској и донета одлука да командовање и руковођење јединицама Територијалне одбране (ТО) преузме Југословенска народна армија (ЈНА), чиме су поништене одлуке Скупштине Словеније о преузимању команде над ТО, од 28. септембра.

### 3. октобар
- Председништво Републике Хрватске и Председништво Републике Словеније доставили Председништву СФРЈ предлог пројекта конфедералног модела југословенске заједнице (у јавности објављен 6. октобра).

### 4. октобар
- У Љубљани, припадници војне полиције ЈНА, у складу са одлуком Председништва СФРЈ да команду над Територијалном одбраном Словеније преузме команда Пете армијске области, заузели зграду Републичког штаба Територијалне одбране Словеније (Штаб ТО је пре тога био испражњен).
- Припадници специјалних јединица МУП Хрватске повукли се из крајева са већинским српским становништвом, чиме је дошло до смиривања напетости у овим крајевима.

### 6. октобар
- У Београду умрла Марија Драженовић Ђорђевић (1924—1990), прва жена пилот у Ратном ваздухопловству НОВ и ПОЈ, а касније ЈНА.

### 12. октобар
- У Приштини одржана Шеснаеста конференција Савеза комуниста Косова која је истог дана прерасла у Прву конференцију покрајинске организације Социјалистичке партије Србије за Косово и Метохију на којој је дошло до формалног уједињења Савеза комуниста Косова и Социјалистичког савеза радног народа Косова у јединствену организацију, с обзиром да се 17. јула исте године Савез комуниста Србије ујединио са Социјалистичким савезом радног народа Србије и формирао Социјалистичку партију Србије (СПС). Након што је у току председавања Конференцијом позлило Рахману Морини, председнику Организационог одбора СПС за Косово и Метохију, Конференција је прекинута, а њен наставак одржан је 23. октобра.[1]
- У Приштини на Интерној клиници умро Рахман Морина (1943—1990) председник Организационог одбора СПС за Косово и Метохију и последњи председник Покрајинског комитета Савеза комуниста Косова, коме је позлило док је председавао Првом конференцијом СПС за Косово и Метохију. Сахрањен је 15. октобра у Алеји заслужних грађана на Новом гробљу у Београду.[2][3][4]

### 13. октобар
- У Бањалуци основано Српско национално вијеће Босне и Херцеговине, састављено од истакнутих политичких и других представника српског народа са подручја Босне и Херцеговине

### 16. октобар
- У Београду одржана седница Председништва СФРЈ на којој се расправљало о предлогу Хрватске и Словеније за конфедерално уређење Југославије, који је већином гласова одбијен.
- У Загребу, поводом 189. годишњице рођења бана Јосипа Јелачића, одржана свечана церемонија на којој је Тргу Републике враћен стари назив — Трг бана Јосипа Јелачића и поново откривен његов споменик, који је постављен 11. октобра  (уклоњен је 1947. када је Тргу промењен назив).

### 17. октобар
- Председништво СФРЈ доставило Скупштини СФРЈ концепт уставног уређења Југославије на федеративним основама у коме се Југославија назива Савезном републиком, државом равноправних народа и њихових република.

### 19. октобар
- У Београду, на заједничкој седници Савезног већа и Већа република и покрајина Скупштине СФРЈ, потврђен избор Стјепана Месића за члана Председништва СФРЈ из Хрватске. На функцију је изабран 24. августа одлуком Сабора Хрватске, када је смењен дотадашњи члан Председништва из Хрватске Стипе Шувар.

### 20. октобар
- У Титограду отпочео Једанаести конгрес Савеза комуниста Црне Горе на коме је одлучено да се о реформи партије одлучује након вишестраначких избора заказаних за 9. децембар (Конгрес је настављен 22. јуна 1991. када је партија променила име у Демократска партија социјалиста).[5][6]
- У Новом Саду одржана Двадесета конференција Савеза комуниста Војводине која је истог дана прерасла у Прву конференцију покрајинске организације Социјалистичке партије Србије за Војводину на којој је дошло до формалног уједињења Савеза комуниста Војводине и Социјалистичког савеза радног народа Војводине у јединствену организацију, обзиром да се 17. јула исте године Савез комуниста Србије ујединио са Социјалистичким савезом радног народа Србије и формирао Социјалистичку партију Србије (СПС).[7][8] На Конференцији је изабран Покрајински одбор СПС за Војводину, који је на својој конститутивној седници, одржаној 24. октобра, за председника Покрајинског одбора изабрао Недељка Шиповца, дотадашњег председника Покрајинског комитета СК Војводине, а за потпредседника Радована Панкова, дотадашњег председника Покрајинске конференције ССРН Војводине.[9]

### 23. октобар
- У Приштини одржан наставак Прве конференције покрајинске организације Социјалистичке партије Србије за Косово и Метохију, на којој је изабран Покрајински одбор СПС за Косово и Метохију, који је на својој конститутивној седници за првог председника Покрајинског одбора изабрао др Јагоша Зеленовића, доцента-предавача Економског факултета у Приштини, а за потпредседника Живорада Игића, дотадашњег председника Покрајинске конференције ССРН Косова.[10]
- У Београду Скупштина СР Србије донела Уредбу о увођењу пореза и такси на робу произведену у Словенији и Хрватској.

### 27. октобар
- У Новој Горици одржан Конгрес Савеза комуниста Словеније – Странке демократских реформи (СКС–СДР) на коме је из назива избачен Савез комуниста, након чега је коришћен само назив Странка демократских реформи. На Конгресу је за председника странке изабран Цирил Рибичич, дотадашњи председник Председништва Централног комитета.[11][12]